# Marmagáo
Marmagáo (portugálul: Mormugão, angolul: Mormugao) kikötőváros Indiában, Goa államban. A Mormugao-félsziget nyugati végében fekszik, a Zuari folyó tölcsértorkolatának déli partján. Lakossága a hozzáépült Vascoval 105 ezer fő volt 2001-ben.  Goa állam legnagyobb kikötője. 

## Fordítás
- Ez a szócikk részben vagy egészben  a   Mormugao című angol Wikipédia-szócikk fordításán alapul.  Az eredeti cikk szerkesztőit annak laptörténete sorolja fel. Ez a jelzés csupán a megfogalmazás eredetét és a szerzői jogokat jelzi, nem szolgál a cikkben szereplő információk forrásmegjelöléseként.
- Ez a szócikk részben vagy egészben  a   Mormugão című portugál Wikipédia-szócikk fordításán alapul.  Az eredeti cikk szerkesztőit annak laptörténete sorolja fel. Ez a jelzés csupán a megfogalmazás eredetét és a szerzői jogokat jelzi, nem szolgál a cikkben szereplő információk forrásmegjelöléseként.